# Natrona County
Natrona County är ett administrativt område i delstaten Wyoming, USA. År 2010 hade countyt 75 450 invånare, vilket gör det till det näst folkrikaste i delstaten. Den administrativa huvudorten (county seat) är Casper. Casper är Wyomings näst största stad och större delen av countyts befolkning är bosatt i Casper med förorter.

## Geografi

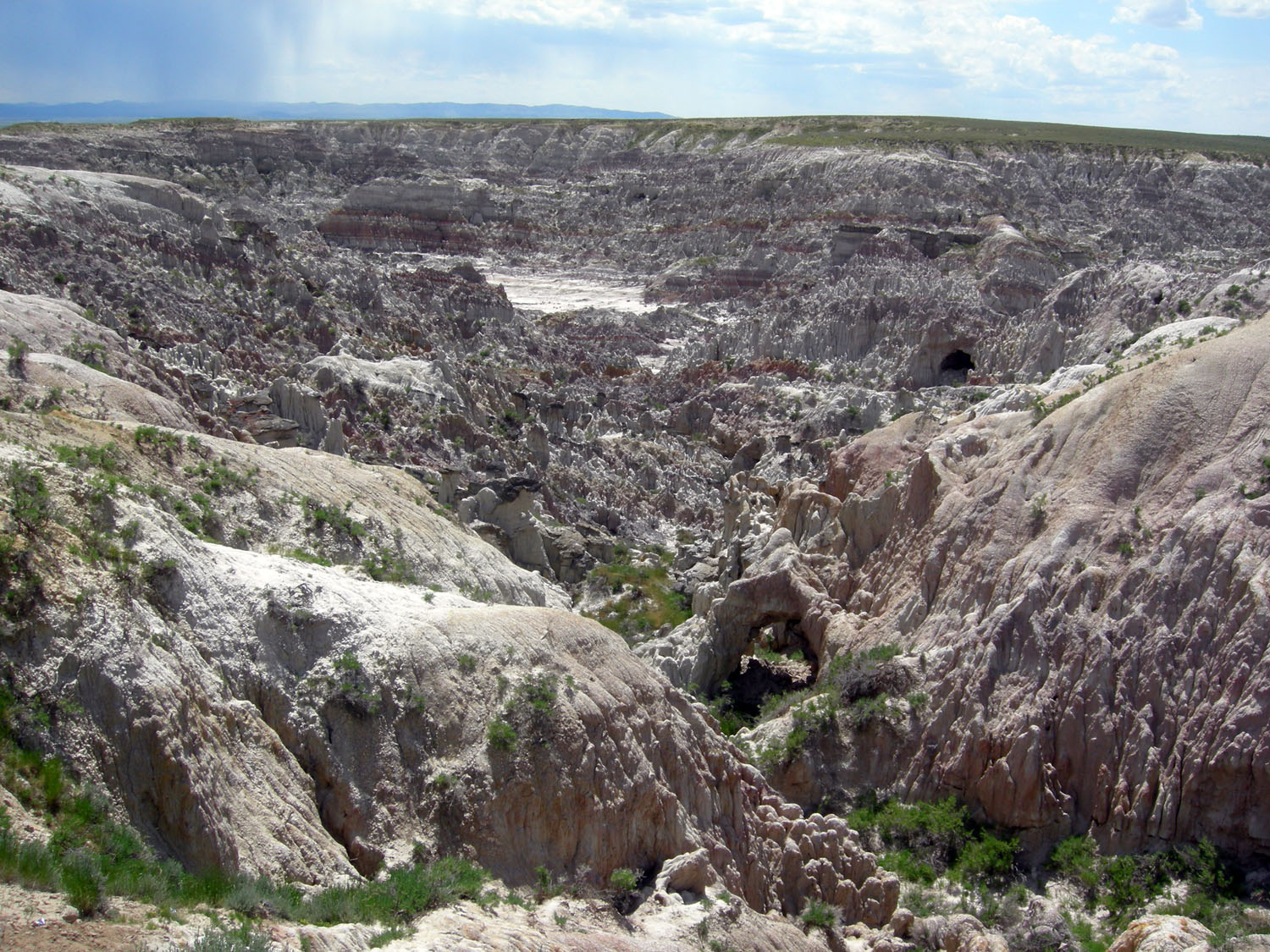
Badlands i Hell's Half-Acre

Enligt United States Census Bureau har countyt en total area på 13 923 km². 13 830 km² av den arean är land och 93 km² är vatten. 

### Angränsande countyn
- Johnson County - nord
- Converse County - öst
- Carbon County - syd
- Fremont County - väst
- Washakie County - nordväst

## Historia
I mitten av 1800-talet gick nybyggarleden Oregon Trail längs North Platte River och vidare västerut här. De första nybyggarna i regionen slog sig ner omkring Casper i slutet av 1800-talet. Natrona County skapades ur en del av Carbon County genom beslut av Wyomingterritoriets legislatur 1888, och konstituerades 1890. Namnet Natrona County togs från fyndigheterna av natriumvätekarbonat som finns i området. Från slutet av 1800-talet och framåt blev Casper centrum för Wyomings oljeindustri, och stora oljefält etablerades i området.
Natrona County övertog ett större landområde från Fremont County 1909. Mindre gränsjusteringar gjordes 1911 och 1931. Sedan 1931 har countyt sina nuvarande gränser.

## Orter
Invånarantal 2010 anges inom parentes.

### Större stad (City)
- Casper (55 316), huvudort

### Småstäder (Towns)
Städer med under 4 000 invånare och kommunalt självstyre.
- Bar Nunn (2 213)
- Edgerton (195)
- Evansville (2 544)
- Midwest (404)
- Mills (3 461)

### Census-designated places
Census-designated places, orter som saknar kommunalt självstyre:
- Alcova
- Antelope Hills
- Bessemer Bend
- Brookhurst
- Casper Mountain
- Hartrandt
- Homa Hills
- Meadow Acres
- Mountain View
- Powder River
- Red Butte
- Vista West

### Övriga mindre orter
- Arminto
- Hiland
- Natrona